# Niederflurwagen (Schweiz, Schmalspur)
Niederflurwagen sind Eisenbahnwagen, deren Wagenboden so tief liegt, dass ein praktisch ebenerdiger Einstieg möglich ist. Für die Schweizer Schmalspurbahnen ist die Bahnsteighöhe heute auf 35–37 cm genormt, sodass der Wagenboden von Niederflurwagen auf 35–42 cm über Schienenoberkante liegen kann. Der Artikel gibt eine Übersicht über die bisher gebauten Fahrzeugtypen in Niederflurtechnik.

## Stadler Kofferkuliwagen

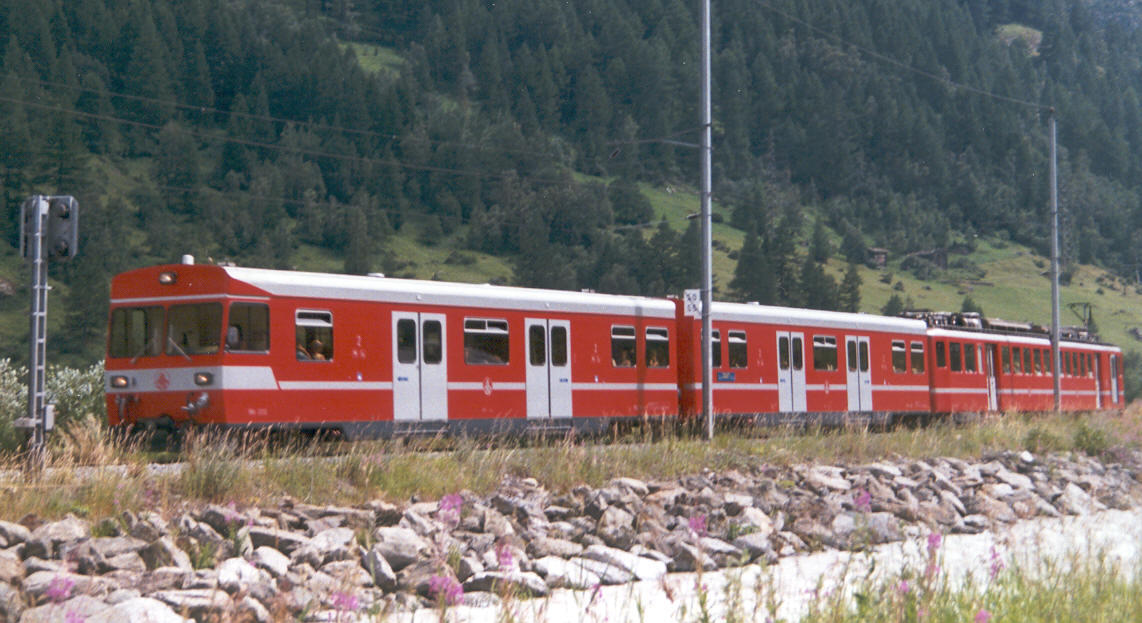
Shuttle von/nach Zermatt

Die Brig-Visp-Zermatt-Bahn (BVZ) hatte 1972 einen Pendelverkehr Täsch–Zermatt aufgenommen, der ab 1975 mit Pendelzügen abgewickelt wurde. Die Zielgruppe für diesen Verkehr, Autofahrer, die wegen des Fahrverbots auf der Strasse Täsch–Zermatt nicht bis an ihr Endziel fahren können, hat andere Vorstellungen und Methoden zum Transport der für die Ferien notwendigen Gegenstände als Bahnfahrer. Auf der Suche nach Lösungen, um diesbezüglich konkurrenzfähig zu bleiben, wurden ab Dezember 1983 Schiebewandwagen in den Pendelzügen mitgeführt, die über eine Rampe das direkten Einladen von Kofferkulis erlaubten. Nicht ganz glücklich war diese Lösung bezüglich Türschliessung. Deshalb entwickelte die BVZ zusammen mit Stadler einen Kofferkuliwagen, dessen Mittelteil so weit abgesenkt war, damit vom Perron her durch breite Türen in diesen Niederflurteil eingefahren werden konnte. Die Sitzplätze über den Drehgestellen waren gegen die Zugmitte gerichtet, sodass jeder Fahrgast sein Gepäck überwachen konnte.
Die Wagen sind in Stahl/Aluminium-Mischbauweise aufgebaut und laufen auf modernisierten SWS-Drehgestellen von Holzkastenwagen. Bis 1990 wurden insgesamt 6 Wagen, die Hälfte davon Steuerwagen, gebaut (2231–2233, 2235–2237). Seit der Ablieferung von vier Triebzügen (BDSeh 4/8 2051–54) für diesen Verkehr dienen noch drei Wagen als Reserve, die anderen drei sind als Velotransportwagen für das Goms adaptiert worden.
2014 wurden die drei Steuerwagen durch Stadler für den Betrieb mit den Triebzügen vom Typ KOMET (2011–14, 2021–28, 2051–54, 2131–34) angepasst und werden für den Gepäck- und Velotransport sowie als Reserve für die Shuttle-Züge Täsch–Zermatt eingesetzt. Die drei Zwischenwagen 2235–37 verkehren als Velowagen im Goms.
Die BDk 2236 und 2237 verunfallten am 1. September 2016, als im Bahnhof Andermatt eine Rangierkomposition entlief und in der Schöllenenschlucht in einem Tunnel entgleiste. Der BDk 2237 wurde am 11. Oktober 2016 nach Landquart zur Reparatur überführt, der BDk 2236 erlitt Totalschaden.

## Stadler Niederflursteuerwagen
Für das neue Betriebskonzept der Rhätischen Bahn nach Eröffnung der Vereinalinie wurde vorgesehen, Pendelzugumläufe Landquart – Scuol – Pontresina einzuführen. Da die Steuerwagen ohnehin neu zu beschaffen waren (als Zwischenwagen werden EW I eingesetzt), sollten sie einen Niederflureinstieg erhalten, hingegen wurde auf eine Toilette verzichtet. Die Personenwagen haben viele Konstruktionselemente gemeinsam mit den Bernina-Express Panoramawagen. Acht Wagen (BDt 1751–1758) wurden 1999 in Betrieb genommen, einer davon hat die Druckluft-Bremsausrüstung erhalten, um als Reserve-Steuerwagen des Vereina-Autoverlads zu dienen. Es gibt zusätzlich Fahrradstellplätze, doch befinden sie sich nicht wie allgemein üblich im Niederflurbereich, sondern über dem Drehgestell hinter dem Führerstand.
Mit der Inbetriebnahme weiterer Steuerwagen und der Ausrangierung der EW I reduzierten sich die Einsatzmöglichkeiten und der Bestand wurde 2024 auf die zwei Wagen BDt 1751–52 reduziert. Die übrigen sechs Wagen wurden zu Velowagen BD 56401–06 umgebaut, die im Sommer mit den ALVRA-Kompositionen eingesetzt werden.
Um alle Grundkompositionen mit Niederflureinstieg anbieten zu können, hat die TRAVYS für die Strecke Yverdon–Ste-Croix bei Stadler einen Steuerwagen Bt 55 zu den Be 4/4 1–2 beschafft (2007). Er entspricht im Prinzip einem Endteil des GTW, ist aber länger – und hat natürlich zwei Drehgestelle.
Die 1978–1979 in Betrieb genommenen zwölf Be 4/4 15–27 (ohne 18, ausgebrannt) der Wynental- und Suhrentalbahn (WSB) verkehrten bis 2009 mit Steuerwagen aus den Jahren 1965–1966. Um diese zu ersetzen und damit in allen Zügen Niederflureinstiege angeboten werden kann, wurden bei Stadler elf ABt 51–61 bestellt. Die neuen Steuerwagen wurden 2009 geliefert und in Betrieb gesetzt. Die Drehgestelle stammen von den ersetzten Steuerwagen 71–85. Die in Aluminiumprofilbauweise erstellten Steuerwagen haben einen Niederflurteil mit zwei Einstiegen in der Mitte und verfügen über 13 Sitzplätze 1. Klasse, 39 Sitzplätze 2. Klasse und 70 Stehplätze.

## RJ Niederflursteuerwagen

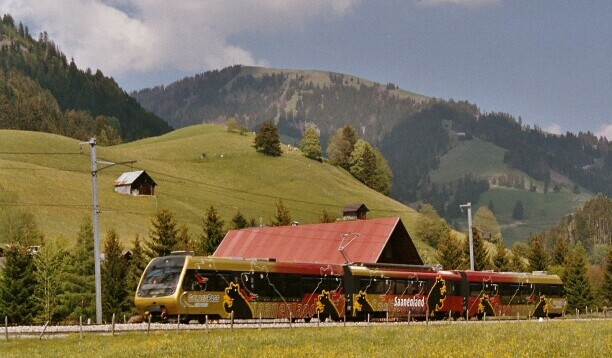
MOB ABt 343-Be 4/4 5003-Bt 243

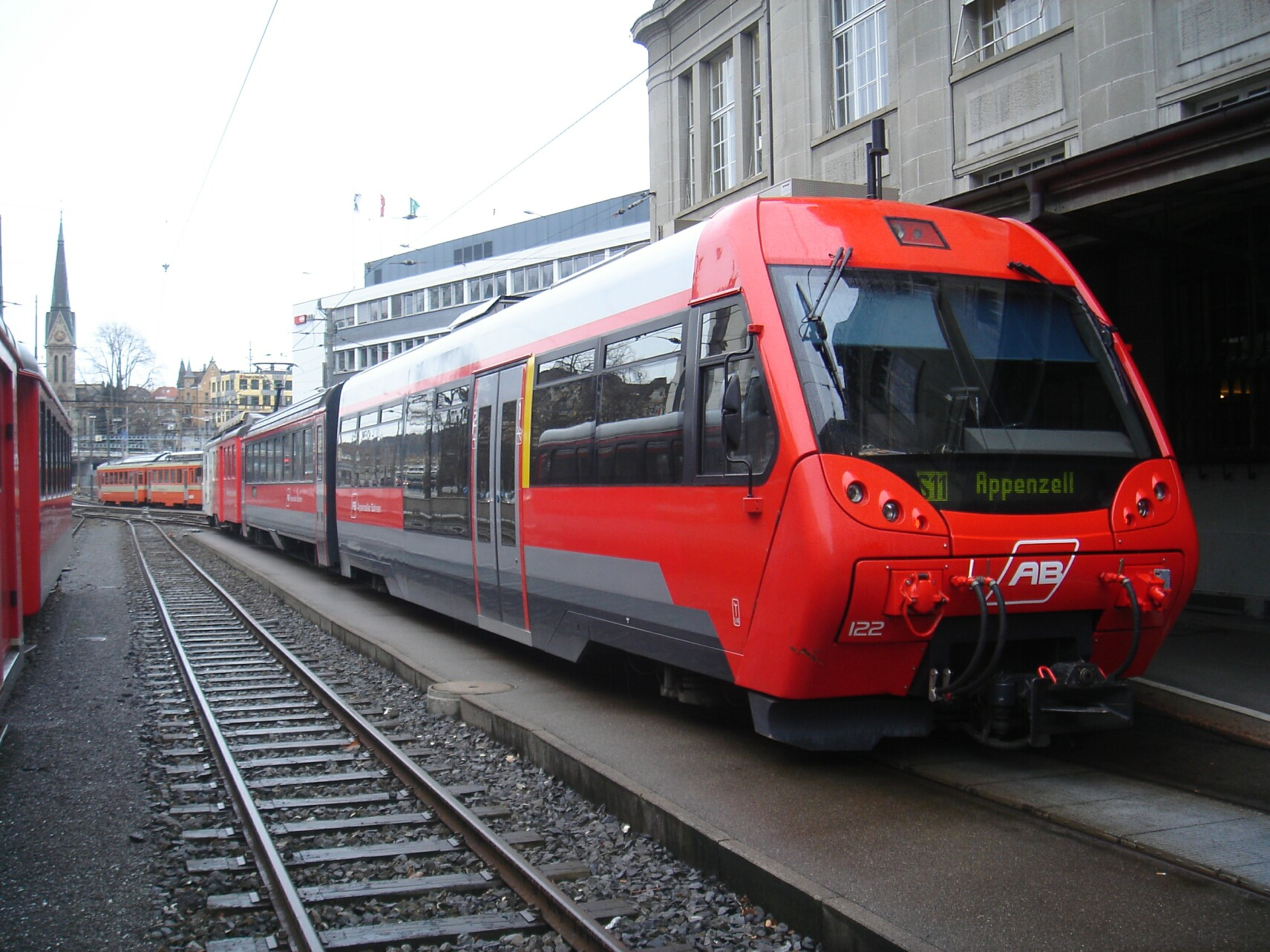
AB ABt 122 in St. Gallen

Die Montreux-Berner-Oberland-Bahn (MOB) wollte ihre Regionalverkehrspendelzüge von 1976/79 modernisieren, indem der Triebwagen ohne Führerstand in die Mitte des Zuges gesetzt wird und beidseitig ein Niederflursteuerwagen gekuppelt wird. Die Wahl für den Bau des Wagenkastens fiel auf RJ Bahntechnik, dieser wird auf bestehende oder selbst nachgebaute SIG-Torsionsstab-Drehgestelle gesetzt. Die Appenzeller Bahnen (AB) schloss sich der Bestellung mit drei verkürzten Wagen, mit SIG-90-Drehgestellen, für ihre Zahnradstrecke St. Gallen – Gais – Appenzell an. In Betrieb genommen wurden
- 2004 2 MOB-Wagen Bt 243 und ABt 343 für den Be 4/4 5003
- 2004 3 AB-Wagen ABt 121–123
- 2006 2 MOB-Wagen Bt 244 und ABt 344 für den Be 4/4 5004

Am 27. März 2006 wurde über RJ Bahntechnik der Konkurs eröffnet und am 12. Februar 2007 wurde das Unternehmen aus dem Handelsregister gelöscht. Am 10. Mai 2006 wurde am gleichen Domizil die Firma Raility AG gegründet. Diese setzt die Geschäftstätigkeit von RJ Bahntechnik fort.
Nach dem Konkurs von RJ Bahntechnik verzichtete die AB darauf, einen weiteren Steuerwagen zu bestellen. Hingegen wurden die noch ausstehenden 4 Steuerwagen der MOB von Raility produziert, die letzten gingen 2009 in Betrieb. Allerdings wurden die luftgefederten Alstom-Drehgestelle vom Typ Centro 1000 untergesetzt. Somit sind nun 11 Wagen dieser Bauform vorhanden.

## Raility Niederflur-Panoramawagen

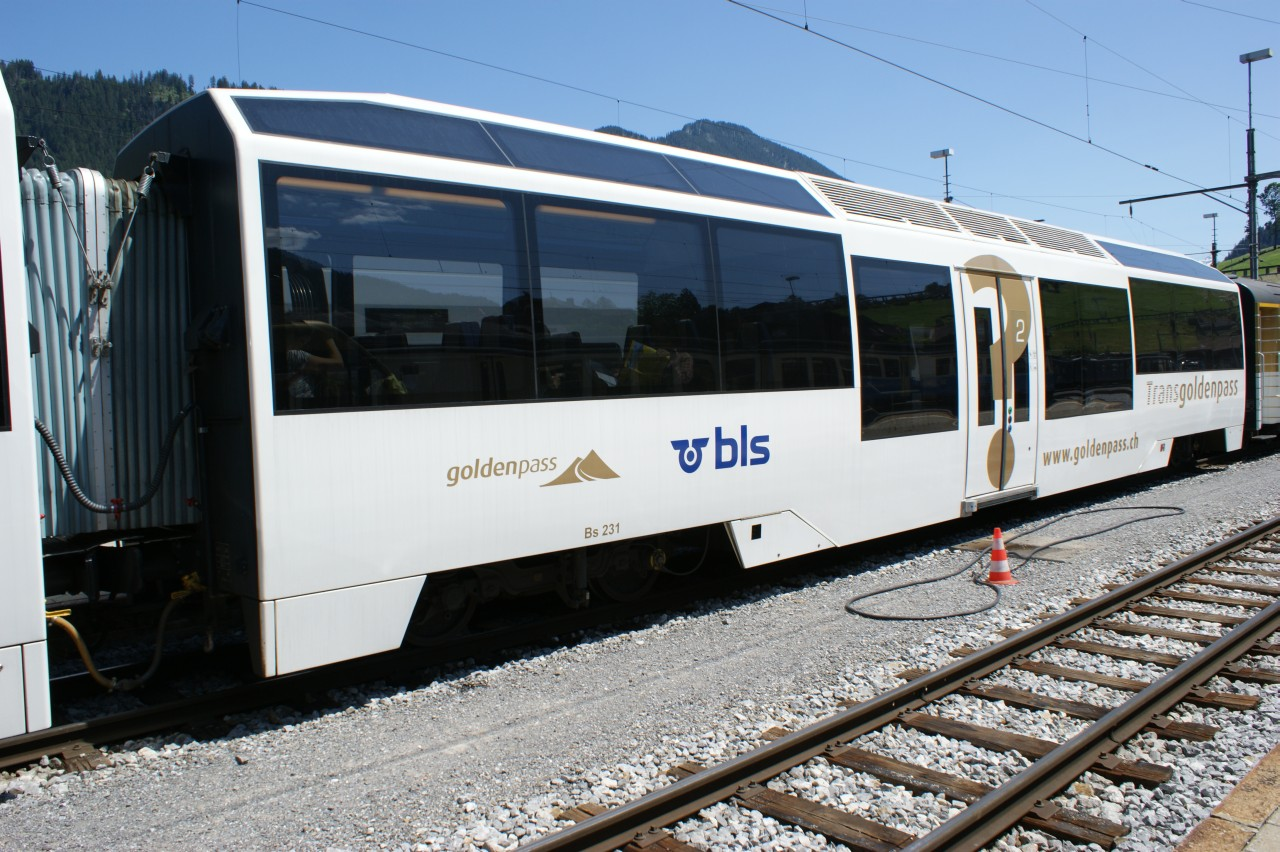
Niederflurwagen Bs 231 der MOB

Um ihre Züge für gehbehinderte Personen besser zugänglich zu machen, schrieb die MOB die Lieferung von 8 Niederflurwagen aus. Diese sollten in den Panoramic-Zügen zum Einsatz kommen, aber auch als Zwischenwagen in die ABDe 8/8 4001–4004 eingereiht werden können. Den Auftrag für den Wagenkasten vergab die MOB an Raility, die luftgefederten Drehgestelle kommen von Alstom und sind vom Typ Centro 1000. Die Bs 231–238 wurden ab 2010 in Betrieb gesetzt, auf die Einreihung in die ABDe 8/8 wurde aber verzichtet.

## Stadler Niederflurgelenksteuerwagen
Konstruktiv auf GTW und Spatz basierend, baute Stadler auch 8 Gelenksteuerwagen für die Berner-Oberland-Bahn (ABt 8 421–425) und die Zentralbahn (ABt 8 941–943). Obwohl konstruktiv sehr ähnlich, unterscheiden sich die Fahrzeuge optisch sehr stark. Ein Grund sind die schmalen runden Führerstände, welche auch bei den „Spatzen“ zum Einbau kamen. Weiter liess die zb auch im Niederflurteil Fenster bis zur Dachkante hinauf einbauen und baute eine Klimaanlage ein.  Im Jahr 2017 wurden weitere 3 Gelenksteuerwagen an die BOB geliefert (ABt 431-433) allerdings mit der Front analog der gleichzeitig gelieferten Triebzüge ABDeh 8/8.
Die Matterhorn-Gotthard-Bahn bestellte mit der zweiten Lieferung der Komet-Triebzüge auch vier Gelenksteuerwagen (ABt 6 2131–34) zum Einsatz mit diesen Triebzügen. Ihre Bauweise entspricht so weit wie möglich derjenigen der Triebzüge. Sie bestehen aus zwei Wagenkasten. Derjenige mit Führerstand weist nur die 1. Wagenklasse und ein Drehgestell auf; er stützt sich auf den zweiten Wagenkasten mit 2. Wagenklasse, WC und zwei Drehgestellen ab.

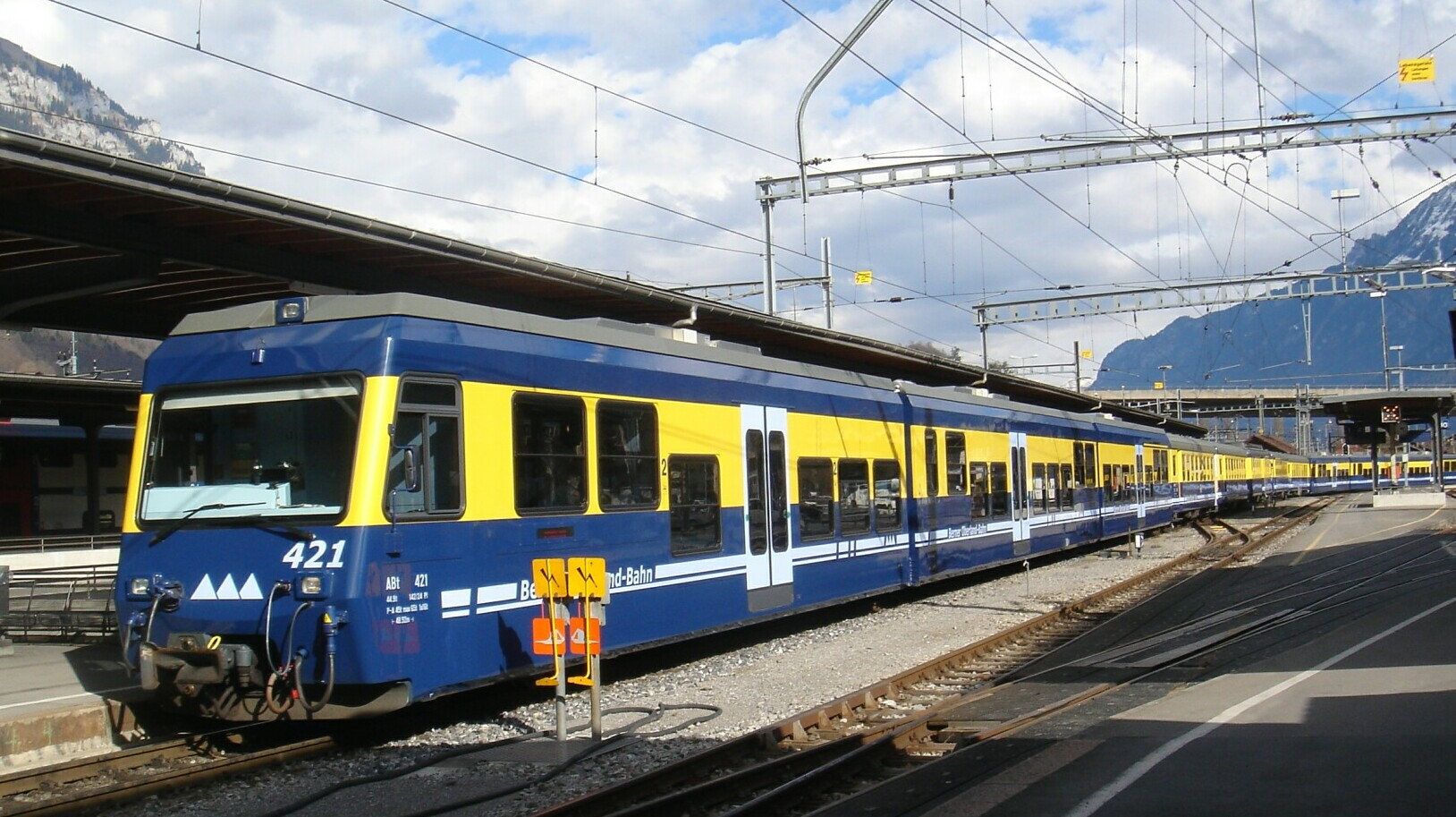
BOB ABt 8 421 im Wintersaison-Einsatz mit älterem Rollmaterial
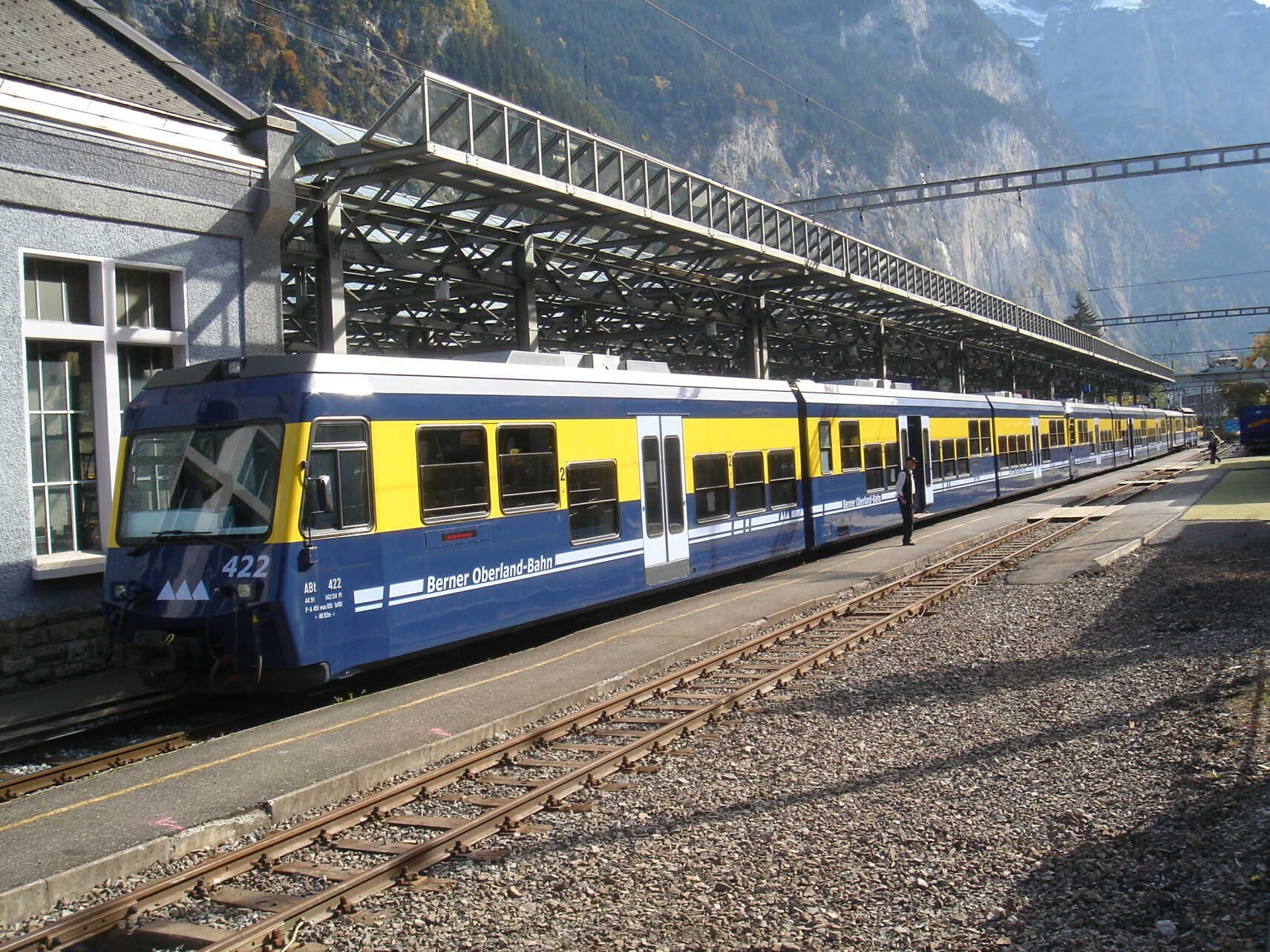
Während der unwetterbedingten Sperre der Strecke nach Grindelwald wurden die Gelenksteuerwagen paarweise auf der Linie nach Lauterbrunnen eingesetzt.
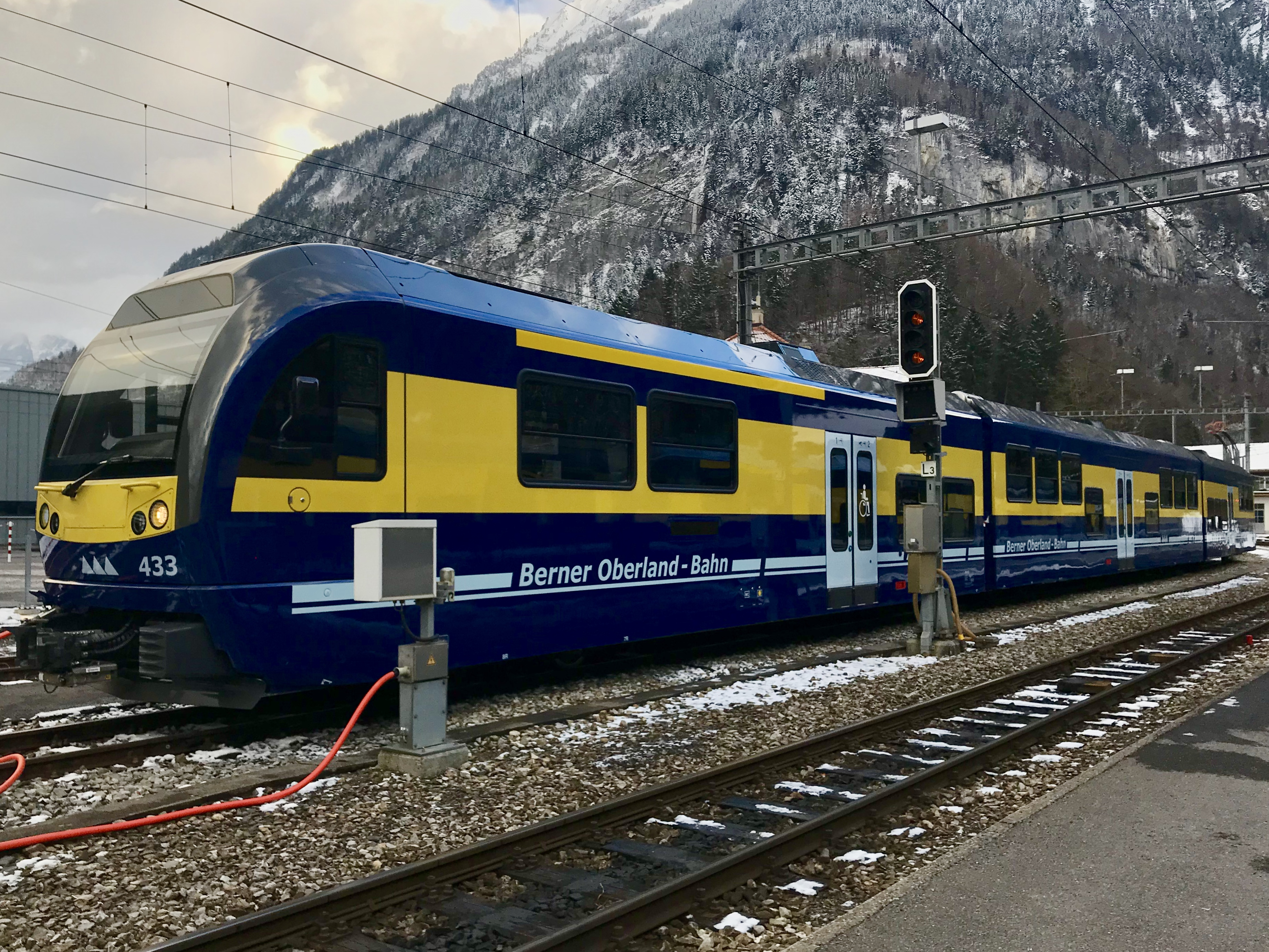
Neuer Gelenksteuerwagen der 2. Generation (2017) in Zweilütschinen.
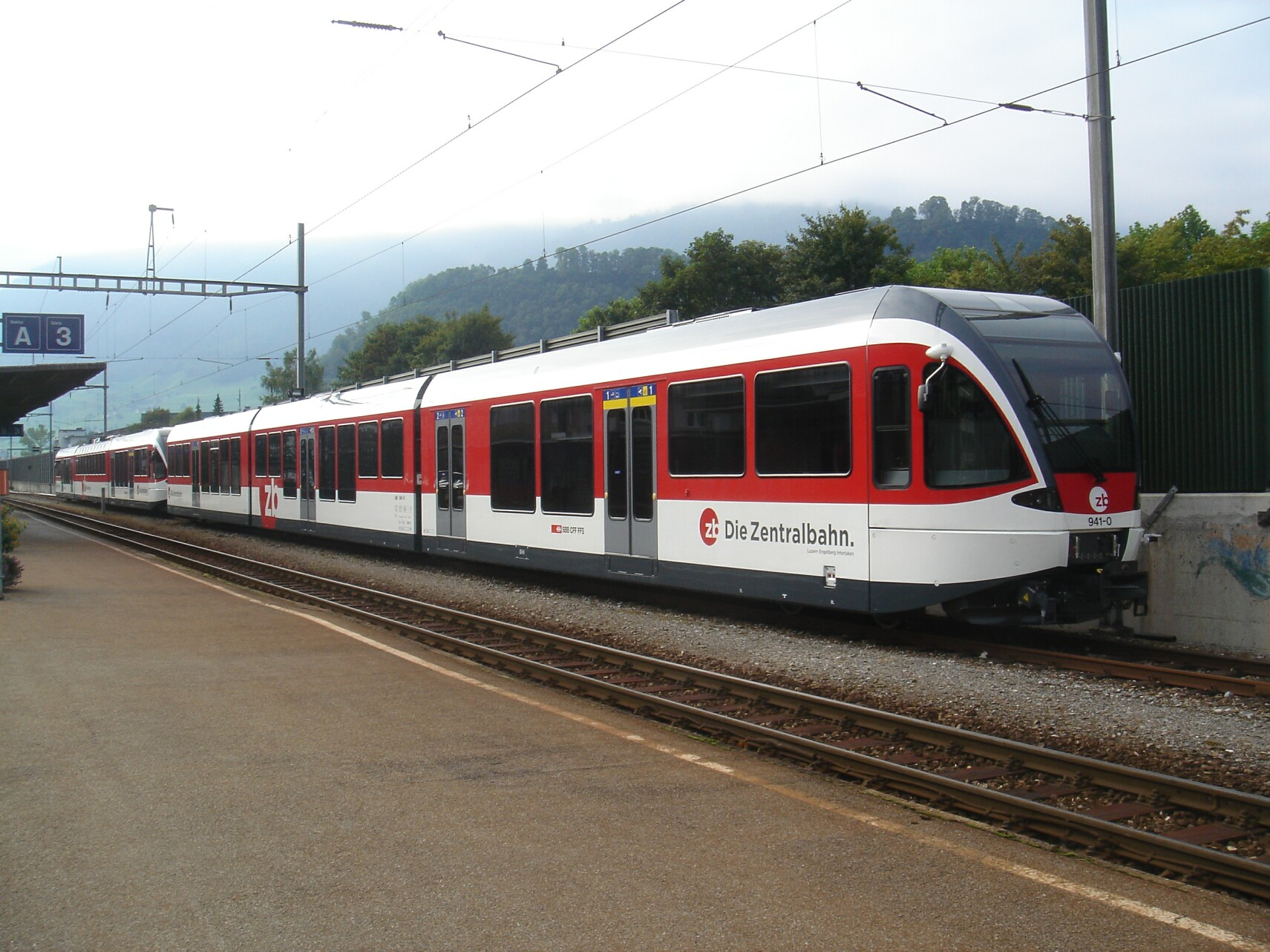
Zentralbahn ABt 8 941 vor Spatz ABe 130 007 in Stansstad kurz nach Ablieferung
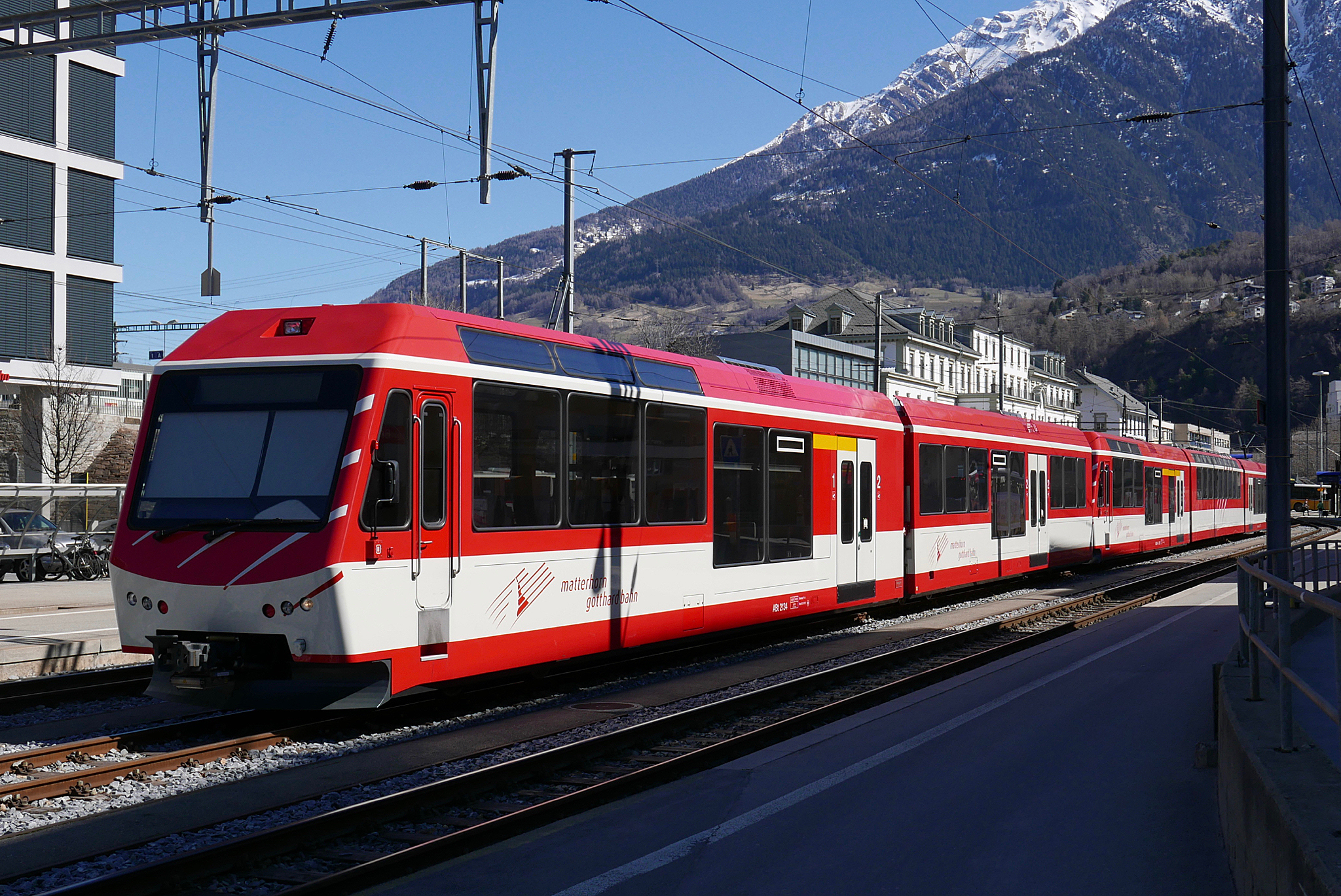
Zweiteiliger Gelenksteuerwagen ABt 6 2134 der MGB vor einem Komet ABDeh 4/8

## Stadler Zwischenwagen
Der Regionalverkehr Bern–Solothurn beschaffte zu den bestehenden 21 Triebzügen Mandarinili 16 Zwischenwagen, die 2001–2002 geliefert wurden. Betrieblich sind dies keine Wagen, sondern Teil eines Triebzuges. Aber ihre Baugeschichte, ihre interne Bezeichnung als B 41–56 und die konstruktiven Merkmale widersprechen dem, weshalb sie hier der Vollständigkeit halber erwähnt werden. Fünf identische Wagen gingen an die Lugano-Ponte-Tresa-Bahn (FLP) für ihre gemeinsam mit dem RBS beschafften Be 4/8 21–25.
2010 hat die MBC drei Niederflurzwischenwagen 2065–2067 von Stadler in Empfang genommen, die in die bisherigen Pendelzüge eingereiht werden. Längerfristig sollen sie aber auch mit neuen Trieb- und Steuerwagen verkehren können.
Für die Matterhorn-Gotthard-Bahn baute Stadler im Jahr 2013 elf klimatisierte Niederflurwagen B 4211 bis 4221, mit denen die Regionalzüge behindertengerecht gemacht werden. Die Wagen waren anfänglich auffällig weiss mit blauen und grünen Sportmotiven, passten so aber schlecht zu den übrigen Fahrzeugen. Die Sportmotive wurden deshalb 2017/18 in roter Farbe passend zu den übrigen Fahrzeugen angebracht. 2020 wurde der B 4213 bei einer Kollision in Oberwald zerstört.

## Umbauten
Die Transports Montreux-Vevey-Riviera liessen die Überreste des ausgebrannten Bt 224 der Linie Vevey – Les Pléiades bei RJ Bahntechnik zu einem Niederflursteuerwagen (um-)bauen. Gleichzeitig wurde der Wagenkasten des BDeh 2/4 71 angepasst und der vordere Führerstand ausgebaut. Ein Faltenbalg sichert den Übergang zwischen den Fahrzeugen.

## Tram-Niederflurwagen

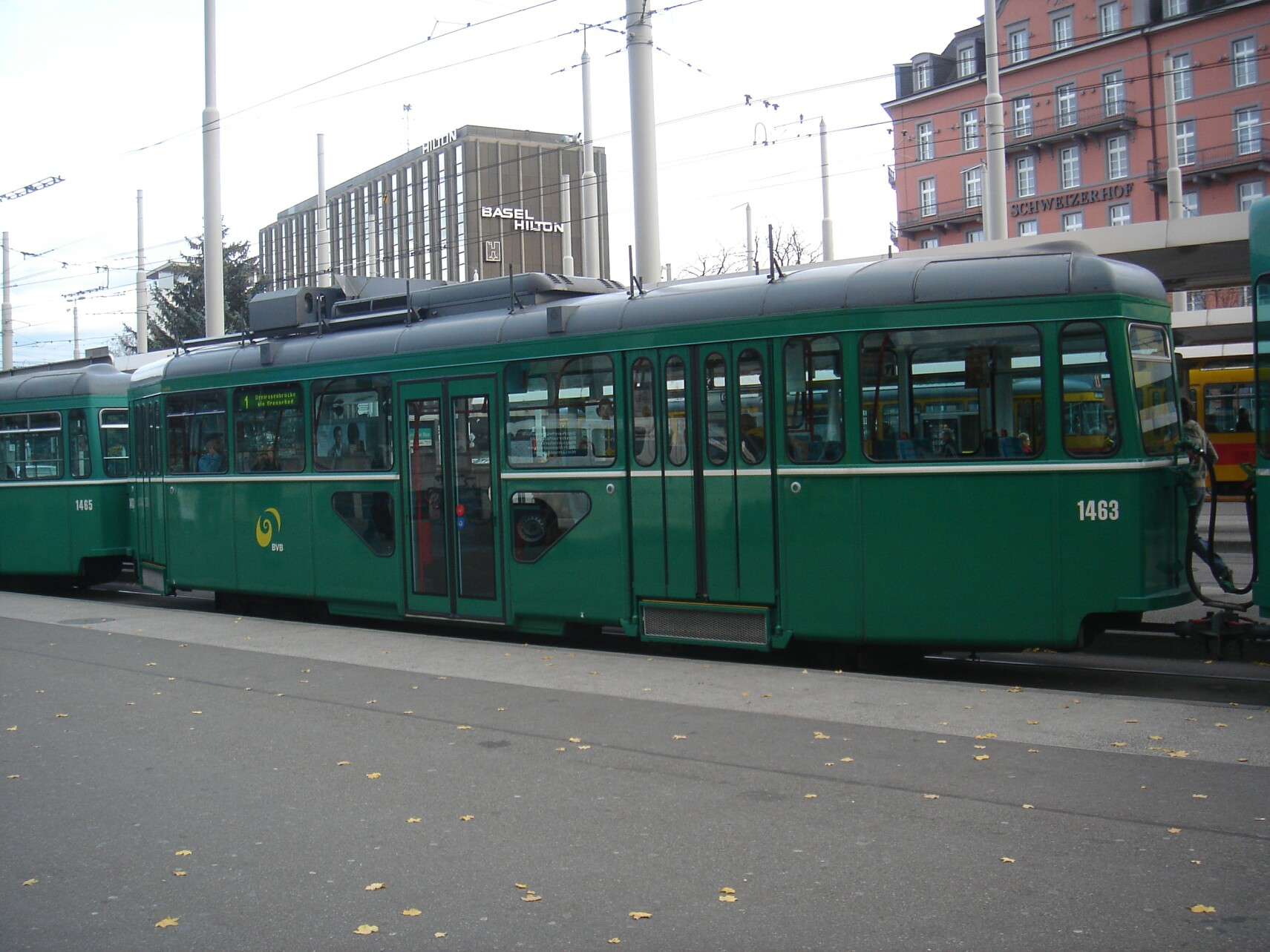
Der umgebaute B 1463 mit Tiefeinstieg in der Mitte

Bei den Strassenbahnen geht der Trend immer stärker hin zu niederflurigen Gelenktriebwagen. Nur noch wenige Betriebe verwenden nicht motorisierte Anhängewagen. In Basel wurden noch 1986–1987 die vierachsigen Motorwagen 477–502 beschafft. Währenddessen die 1990–1991 beschafften ähnlichen Gelenkwagen 659–686 acht Jahre später mit einem Niederflurmittelteil ergänzt wurden, wurden für die Vierachser ab 1997 ältere vierachsige Standardanhänger der Baujahre 1967–1972 umgebaut. Sie erhielten in der Mitte einen Niederflureinstieg, zudem eine Klimaanlage.
- 1997: 1492
- 1998: 1476, 1477, 1481, 1485, 1491, 1496
- 1999: 1479, 1480, 1484, 1487, 1488, 1489, 1490, 1493, 1497, 1502, 1503, 1505
- 2000: 1456, 1466, 1470, 1472, 1473, 1475, 1486, 1494, 1495, 1501
- 2001: 1444, 1470, 1486
- 2002: 1449
- 2003: 1463, 1464
- 2004: 1506